# Свети Димитър (Паталеница)
Вижте пояснителната страница за други значения на Свети Димитър.
„Свети Димитър“ е средновековна българска църква в село Паталеница.
Църквата се намира в село Паталеница, в западната част на Пазарджишка област, в северното подножие на родопския рид Къркария, на 15 km от град Пазарджик. Надморската височина е 370 m.

## История
Съществуват различни мнения за времето на изграждането на църквата. Академик Кръстю Миятев и Нели Чанева-Дечевска, които през 1965 г. изследват архитектурата на църквата, отнасят нейното строителство към края на XII – началото на XIII в. През 1975 г. въз основа на разкритите стенописи, проф. Атанас Божков датира изграждането и изписването на църквата към края на XII век. Стефан Захариев в своята книга „Географико-историко-статистическо описание на Татар-Пазарджишката кааза“, издадена във Виена през 1870 г. пише че църквата е изградена от дукс Григорий Куркуа през царуването на гърците и че селяните я наричат „Света Куркулещица“, което е изкривено от Куркуа. От намерена в църквата мраморна плоча с надпис на гръцки става ясно, че тя е била построена „от Григорий Куркуа, протоспатарий и дукс на Филипопол, в 14 индикт, 6599 г. от сътворението на света (= 1090/1091 г.)“. Надписът се съхранява в Националния археологически музей при БАН – София (инв. № 253). Същевременно Стефан Захариев публикува и друг разчетен от него гръцки надпис от стената на църквата – „Димитър“.
Според преданията, запазени и до наши дни, преди нашествието на османците в началото на XIV в. църквата е била засипана с пръст. Така тя е била запазена, „куртулисала“ се, откъдето се създало и известното и до днес име „Света Куртулещица“. С времето на мястото на църквата се образувал хълм. И в наши дни е запазен споменът от разкриването на църквата, което станало около средата на XIX век. Един селянин си вързал магарето на дивата череша, която растяла на могилата. Случайно видял стърчащ от земята метален предмет. След като разровил, той видял метален кръст. Тогава хората си спомнили за преданието за заровената църква. Под ръководството на чорбаджи Петър Гагов тя била разкопана и освободена от могилата. Според друга легенда, след една силна буря пастир видял, че на върха на могилата в югозападния край на селото било съборено голямо дърво, а до дънера му била зейнала дълбока дупка. Селяните пуснали в дупката двама мъже с въже и така открили заровената в земята църква.
През 1870 г. църквата е преустроена и пристроена от запад и наречена на военния светец свети Димитър.
През 1956 г. църквата е обявена за архитектурен паметник на културата с национално значение, а през 1971 г., след проучването на изключително ценните стенописи – и за художествен паметник на културата с национално значение. От 1993 г. до 2007 г. с известни прекъсвания, се осъществяват строително-консервационни и защитни работи. Предстои реставрация и консервация на стенописите и тяхното експониране.

## Архитектура
Църквата е изградена от неравномерни редове речни камъни или бигор и по 3 до 5 реда тухли, като сводовете и арките са само от тухли. Сградата има размери 9,57 m ширина, 10,92 m дължина и височина без купола около 6,5 m.
Църквата е кръстокуполна, с четири Г-образни подкуполни подпори и петстенна апсида. Върху стълбовете лежи осемстенният барабан на купола. Междурамията са засводени полуцилиндрично и по-ниско от напречното рамо на кръста. На южната фасада – три високи и широки двустъпални ниши, съответстващи на вътрешното разпределение на пространството. На северната ниша в средата има 2 двустъпални ниши една над друга. В нишите – прозорци. Градежът е от камък, тухла и бигор, който е употребен основно в сводовете. Църквата е с размери 9,20 x 7,60 м. Предполага се, че била преустройвана три пъти. Първоначално е имала мраморен под. При второто преустройство на северната стена бил направен отвор, ограден с два пиластъра отстрани. Подът е бил от трамбована глина. През третия строителен етап през XIX век към западната фасада е построен нов притвор, като старата западна стена е премахната и постройката придобива сегашния си вид. 
Вътрешните стени и сводовете на църквата са били изцяло покрити със стенописи. Малки фрагменти от тях са оцелели до днес – около 70 сцени и фигури, голяма част от които не могат да бъдат идентифицирани. През 60-те години на XIX в. старите стенописи били изчукани за да се закрепи здраво новата мазилка. През 1911 г. църквата е изписана с блажни бои от пловдивчанина Балтов и паталенчанина Кърпелов. През 1961 г. са открити следи от първия живописен слой. Свалянето на мазилката е извършено през 1970 – 1975 г. от група реставратори, ръководени от Драгомир Пешев. Те разкриват значителни фрагменти от оригиналните стенописи. През 1975 г. стенописната украса е изследвана от проф. Атанас Божков, който и дава висока художествена оценка.
В свода на олтара е разположена сцената „Възнесение Христово“ с апостолите, в долния регистър – изображения на църковните отци, в свода отляво на апсидата – „Възкресение Лазарово“, до него – „Преображение Христово“. В междуолтарните членения – изображения на дякони, монаси и епископи. От юг на олтара – „Тримата момци и огнената пещ" (т. нар. „Пещ халдейска"). На левия стълб пред олтара – „Богородица Застъпница“, на южния в западната част – свети Димитър. Върху стълбовете виждаме още свети Георги на бял кон, свети Ахилий Лариски, свети Никола. 

## Галерия
- Стенописи в църквата